# Sportclub Rheindorf Altach
Lo Sportclub Rheindorf Altach (chiamato comunemente Altach e noto come CASHPOINT SCR Altach per ragioni di sponsorizzazione) è una società calcistica austriaca con sede ad Altach, nel land del Vorarlberg.

## Storia
La squadra fu fondata il 26 dicembre 1929 come sezione calcistica della polisportiva Turnerbund Altach. Il club cessò temporaneamente di esistere dal 1937 al 1º marzo 1946, quando fu fondata la polisportiva Sportvereinigung Altach. Tale società fu sciolta nel 1949, ma la sezione calcistica diventò indipendente il 5 marzo dello stesso anno cambiando il nome in Sportclub Rheindorf Altach.
La squadra ha vinto per tre volte la Regionalliga West guadagnandosi la promozione nella Erste Liga, la seconda serie nazionale, ma nelle prime due occasioni retrocedette in Regionalliga. Dopo la terza promozione ottenuta nel 2004, l'Altach riuscì a restare in Erste Liga e fu promosso in Bundesliga dopo la vittoria della Erste Liga nella stagione 2005-2006.
Nella stagione 2008-2009 ha concluso il campionato al 10º posto ed è retrocesso in Erste Liga. Ha vinto il campionato cadetto nel 2013-2014, conquistando la promozione in Bundesliga dopo cinque anni di assenza.
Vincitrice della Erste Liga 2013-2014, dalla stagione 2014-2015 milita in Bundesliga, prima divisione del campionato austriaco di calcio. La stagione si conclude con un inatteso terzo posto, che vale la qualificazione alla successiva Europa League. Nella stagione 2016-17, la squadra si trova prima in classifica dopo 20 partite. Termina la stagione al quarto posto, qualificandosi ancora per i preliminari di UEFA Europa League 2017-2018. Qui gli austriaci, partendo dal primo turno, eliminano prima i georgiani del Chikhura Sachkhere (nel ritorno tra le mura amiche terminato 1-1, l’Altach mette a segno un gol al 7º minuto dall’incredibile distanza di circa 65 metri dalla porta), poi i bielorussi della Dinamo Brest, ed infine i favoriti del Gent; al playoff, però, saranno gli israeliani del Maccabi Tel Aviv ad assicurarsi un posto nella fase a gironi.
Nel 2017-18 la squadra termina il campionato al settimo posto.

## Stadio
La squadra gioca le partite casalinghe nell'impianto dello Schnabelholz, capace di 8 500 spettatori, di cui 3 000 a sedere. Facente parte del complesso sportivo cittadino (lo Sportanlage Schnabelholz) inaugurato nel 1990, è noto come CASHPOINT Arena Altach per motivi di sponsor.

## Organico

### Rosa 2024-2025
Aggiornata al 13 settembre 2024.
| N. |                          | Ruolo | Calciatore         |
| -- | ------------------------ | ----- | ------------------ |
| 1  | Austria (bandiera)       | P     | Dejan Stojanović   |
| 4  | Austria (bandiera)       | D     | Filip Milojevic    |
| 5  | Austria (bandiera)       | D     | Lukas Gugganig     |
| 6  | Austria (bandiera)       | C     | Vesel Demaku       |
| 7  | Austria (bandiera)       | C     | Luca Kronberger    |
| 8  | Germania (bandiera)      | C     | Mike-Steven Bähre  |
| 9  | Kosovo (bandiera)        | A     | Atdhe Nuhiu        |
| 10 | Brasile (bandiera)       | A     | Lincoln            |
| 11 | Francia (bandiera)       | A     | Sofian Bahloul     |
| 12 | Austria (bandiera)       | D     | Leonardo Lukačević |
| 14 | Austria (bandiera)       | A     | Lukas Fridrikas    |
| 15 | Austria (bandiera)       | D     | Paul Koller        |
| 16 | Austria (bandiera)       | A     | Damian Maksimovic  |
| 17 | Austria (bandiera)       | A     | Oliver Strunz      |
| 18 | Liechtenstein (bandiera) | D     | Felix Oberwaditzer |

| N. |                         | Ruolo | Calciatore             |
| -- | ----------------------- | ----- | ---------------------- |
| 19 | Austria (bandiera)      | C     | Diego Madritsch        |
| 20 | Brasile (bandiera)      | A     | Gustavo Santos         |
| 21 | Austria (bandiera)      | P     | Ammar Helac            |
| 22 | Austria (bandiera)      | D     | Pascal Estrada         |
| 23 | Austria (bandiera)      | C     | Lukas Jäger (capitano) |
| 24 | Burkina Faso (bandiera) | C     | Salif Tietietta        |
| 25 | Austria (bandiera)      | D     | Sandro Ingolitsch      |
| 27 | Austria (bandiera)      | C     | Christian Gebauer      |
| 28 | Austria (bandiera)      | D     | Samuel Mischitz        |
| 29 | Burkina Faso (bandiera) | D     | Mohamed Ouédraogo      |
| 30 | Austria (bandiera)      | C     | Lukas Fadinger         |
| 33 | Austria (bandiera)      | P     | Paul Piffer            |
| 37 | Austria (bandiera)      | C     | Dijon Kameri           |
| 39 | Austria (bandiera)      | A     | Marlon Mustapha        |

### Rosa 2023-2024
Aggiornata al 27 gennaio 2024.
| N. |                     | Ruolo | Calciatore             |
| -- | ------------------- | ----- | ---------------------- |
| 1  | Austria (bandiera)  | P     | Dejan Stojanović       |
| 4  | Austria (bandiera)  | D     | Felix Strauß           |
| 5  | Austria (bandiera)  | D     | Lukas Gugganig         |
| 6  | Austria (bandiera)  | D     | Constantin Reiner      |
| 7  | Mali (bandiera)     | A     | Ousmane Diawara        |
| 8  | Germania (bandiera) | C     | Mike-Steven Bähre      |
| 9  | Kosovo (bandiera)   | A     | Atdhe Nuhiu            |
| 10 | Austria (bandiera)  | A     | Dominik Reiter         |
| 11 | Ungheria (bandiera) | A     | Csaba Bukta            |
| 12 | Austria (bandiera)  | D     | Leonardo Lukačević     |
| 13 | Camerun (bandiera)  | C     | Djawal Kaiba           |
| 14 | Austria (bandiera)  | C     | Vesel Demaku           |
| 15 | Austria (bandiera)  | D     | Paul Koller            |
| 17 | Austria (bandiera)  | D     | Nosa Iyobosa Edokpolor |
| 18 | Austria (bandiera)  | D     | Jan Zwischenbrugger    |

| N. |                         | Ruolo | Calciatore             |
| -- | ----------------------- | ----- | ---------------------- |
| 19 | Austria (bandiera)      | C     | Sebastian Aigner       |
| 20 | Brasile (bandiera)      | A     | Gustavo Santos         |
| 21 | Austria (bandiera)      | A     | Damian Maksimovic      |
| 22 | Austria (bandiera)      | A     | Amir Abdijanovic       |
| 23 | Austria (bandiera)      | C     | Lukas Jäger (capitano) |
| 24 | Austria (bandiera)      | C     | Manuel Prietl          |
| 25 | Austria (bandiera)      | D     | Sandro Ingolitsch      |
| 27 | Austria (bandiera)      | C     | Christian Gebauer      |
| 28 | Croazia (bandiera)      | C     | Jan Jurčec             |
| 29 | Burkina Faso (bandiera) | D     | Mohamed Ouédraogo      |
| 30 | Austria (bandiera)      | C     | Lukas Fadinger         |
| 31 | Austria (bandiera)      | P     | Alexander Eckmayr      |
| 32 | Austria (bandiera)      | P     | Tobias Schützenauer    |
| 33 | Austria (bandiera)      | P     | Paul Piffer            |

### Rosa 2022-2023
Aggiornata al 5 marzo 2023.
| N. |                      | Ruolo | Calciatore          |
| -- | -------------------- | ----- | ------------------- |
| 1  | Danimarca (bandiera) | P     | Andreas Jungdal     |
| 3  | Austria (bandiera)   | D     | Simon Nelson        |
| 4  | Austria (bandiera)   | D     | Felix Strauß        |
| 5  | Austria (bandiera)   | D     | Lukas Gugganig      |
| 6  | Francia (bandiera)   | D     | Pape-Alioune Ndiaye |
| 7  | Austria (bandiera)   | A     | Noah Bischof        |
| 8  | Germania (bandiera)  | C     | Mike-Steven Bähre   |
| 9  | Kosovo (bandiera)    | A     | Atdhe Nuhiu         |
| 10 | Austria (bandiera)   | A     | Dominik Reiter      |
| 11 | Ungheria (bandiera)  | A     | Csaba Bukta         |
| 13 | Austria (bandiera)   | P     | Tino Casali         |
| 14 | Austria (bandiera)   | D     | Samuel Mischitz     |
| 15 | Austria (bandiera)   | A     | Husein Balić        |
| 16 | Austria (bandiera)   | C     | Emanuel Schreiner   |

| N. |                     | Ruolo | Calciatore                     |
| -- | ------------------- | ----- | ------------------------------ |
| 17 | Austria (bandiera)  | D     | Nosa Iyobosa Edokpolor         |
| 18 | Austria (bandiera)  | D     | Jan Zwischenbrugger (capitano) |
| 19 | Austria (bandiera)  | C     | Sebastian Aigner               |
| 20 | Austria (bandiera)  | C     | Johannes Tartarotti            |
| 21 | Austria (bandiera)  | A     | Damian Maksimovic              |
| 22 | Austria (bandiera)  | A     | Amir Abdijanovic               |
| 23 | Austria (bandiera)  | C     | Lukas Jäger                    |
| 24 | Croazia (bandiera)  | A     | Jurica Jurčec                  |
| 26 | Austria (bandiera)  | D     | Emre Yabantas                  |
| 27 | Austria (bandiera)  | C     | Stefan Haudum                  |
| 28 | Croazia (bandiera)  | C     | Jan Jurčec                     |
| 30 | Germania (bandiera) | D     | David Herold                   |
| 32 | Austria (bandiera)  | P     | Jakob Odehnal                  |
| 34 | Austria (bandiera)  | D     | Manuel Thurnwald               |

### Rosa 2021-2022
| N. |                    | Ruolo | Calciatore             |
| -- | ------------------ | ----- | ---------------------- |
| 1  | Austria (bandiera) | P     | Christoph Riegler      |
| 3  | Austria (bandiera) | D     | Lukas Prokop           |
| 4  | Austria (bandiera) | C     | Felix Strauß           |
| 5  | Austria (bandiera) | D     | Philipp Netzer         |
| 6  | Francia (bandiera) | D     | Pape-Alioune Ndiaye    |
| 7  | Austria (bandiera) | A     | Christoph Monschein    |
| 8  | Austria (bandiera) | C     | Lukas Parger           |
| 9  | Kosovo (bandiera)  | A     | Atdhe Nuhiu            |
| 10 | Austria (bandiera) | C     | Dominik Reiter         |
| 11 | Austria (bandiera) | C     | Marco Meilinger        |
| 12 | Austria (bandiera) | C     | Noah Bischof           |
| 13 | Austria (bandiera) | P     | Tino Casali            |
| 14 | Austria (bandiera) | D     | Samuel Mischitz        |
| 16 | Austria (bandiera) | D     | Emanuel Schreiner      |
| 17 | Austria (bandiera) | D     | Nosa Iyobosa Edokpolor |

| N. |                     | Ruolo | Calciatore          |
| -- | ------------------- | ----- | ------------------- |
| 18 | Austria (bandiera)  | D     | Jan Zwischenbrugger |
| 19 | Austria (bandiera)  | C     | Sebastian Aigner    |
| 20 | Austria (bandiera)  | C     | Johannes Tartarotti |
| 21 | Austria (bandiera)  | C     | Lars Nussbaumer     |
| 24 | Austria (bandiera)  | D     | David Bumberger     |
| 27 | Austria (bandiera)  | C     | Stefan Haudum       |
| 29 | Austria (bandiera)  | C     | Noah Bitsche        |
| 30 | Croazia (bandiera)  | A     | Sandi Križman       |
| 31 | Austria (bandiera)  | P     | Armin Gremsl        |
| 32 | Austria (bandiera)  | P     | Jakob Odehnal       |
| 33 | Ungheria (bandiera) | A     | Csaba Bukta         |
| 34 | Austria (bandiera)  | D     | Manuel Thurnwald    |
| 37 | Francia (bandiera)  | D     | Mickaël Nanizayamo  |
| 42 | Mali (bandiera)     | C     | Bakary Nimaga       |
| 55 | Germania (bandiera) | C     | Gianluca Gaudino    |

### Rosa 2020-2021
| N. |                     | Ruolo | Calciatore             |
| -- | ------------------- | ----- | ---------------------- |
| 1  | Austria (bandiera)  | P     | Martin Kobras          |
| 2  | Germania (bandiera) | D     | Berkay Dabanlı         |
| 3  | Austria (bandiera)  | D     | Leonardo Zottele       |
| 4  | Camerun (bandiera)  | C     | Samuel Oum Gouet       |
| 5  | Austria (bandiera)  | D     | Philipp Netzer         |
| 6  | Serbia (bandiera)   | D     | Neven Subotić          |
| 7  | Austria (bandiera)  | C     | Mario Stefel           |
| 8  | Ghana (bandiera)    | A     | Nana Kofi Babil        |
| 9  | Austria (bandiera)  | A     | Daniel Maderner        |
| 11 | Austria (bandiera)  | C     | Marco Meilinger        |
| 13 | Austria (bandiera)  | P     | Tino Casali            |
| 15 | Svizzera (bandiera) | C     | Alain Wiss             |
| 16 | Austria (bandiera)  | D     | Emanuel Schreiner      |
| 17 | Austria (bandiera)  | D     | Nosa Iyobosa Edokpolor |
| 18 | Austria (bandiera)  | D     | Jan Zwischenbrugger    |

| N. |                      | Ruolo | Calciatore          |
| -- | -------------------- | ----- | ------------------- |
| 20 | Austria (bandiera)   | C     | Johannes Tartarotti |
| 21 | Austria (bandiera)   | C     | Lars Nussbaumer     |
| 22 | Austria (bandiera)   | A     | Ogulcan Bekar       |
| 23 | Slovenia (bandiera)  | C     | Aljaž Casar         |
| 24 | Austria (bandiera)   | D     | David Bumberger     |
| 25 | Nigeria (bandiera)   | A     | Chinedu Obasi       |
| 26 | Austria (bandiera)   | C     | Daniel Nussbaumer   |
| 27 | Austria (bandiera)   | C     | Stefan Haudum       |
| 28 | Brasile (bandiera)   | D     | Anderson            |
| 30 | Austria (bandiera)   | C     | Manfred Fischer     |
| 31 | Argentina (bandiera) | A     | Danilo Carando      |
| 32 | Austria (bandiera)   | P     | Jakob Odehnal       |
| 33 | Ungheria (bandiera)  | A     | Csaba Bukta         |
| 34 | Austria (bandiera)   | D     | Manuel Thurnwald    |

## Partecipazioni europee
| Stagione | Competizione       | Turno | Avversario         | Casa | Trasferta | Somma |
| -------- | ------------------ | ----- | ------------------ | ---- | --------- | ----- |
| 2015-16  | UEFA Europa League | 3Q    | Vitória S.C.       | 2-1  | 4-1       | 6-2   |
| 2015-16  | UEFA Europa League | PO    | Belenenses         | 0-1  | 0-0       | 0-1   |
| 2017-18  | UEFA Europa League | 1Q    | Chikhura Sachkhere | 1-1  | 1-0       | 2-1   |
| 2017-18  | UEFA Europa League | 2Q    | Dinamo Brest       | 1-1  | 3-0       | 4-1   |
| 2017-18  | UEFA Europa League | 3Q    | Gent               | 3-1  | 1-1       | 4-2   |
| 2017-18  | UEFA Europa League | PO    | M. Tel Aviv        | 0-1  | 2-2       | 2-3   |

## Palmarès

### Competizioni nazionali
- Campionato di Regionalliga: 3

1990-1991, 1996-1997, 2003-2004
- Campionato di Erste Liga: 2

2005-2006, 2013-2014

### Competizioni regionali
- Campionato del Vorarlberg: 1

1985-1986
- Coppa del Vorarlberg: 5

1986-1987, 1987-1988, 1992-1993, 2001-2002, 2002-2003

### Altri piazzamenti
- Campionato austriaco:

Terzo posto: 2014-2015
- Erste Liga:

Secondo posto: 2010-2011, 2011-2012, 2012-2013
Terzo posto: 2009-2010

## Allenatori
- Peter Kohl (1º luglio 1993-30 giugno 1994)
- Rade Plakalović (1º luglio 1994-3 settembre 1995)
- Tadeusz Pawlowski (10 settembre 1995-30 giugno 1999)
- Alfons Dobler (1º luglio 1999-30 giugno 2001)
- Ewald Schmid (1º luglio 2001-17 dicembre 2002)
- Hans-Jürgen Trittinger (1º gennaio 2003-30 giugno 2005)
- Michael Streiter (1º luglio 2005-19 aprile 2007)
- Rade Plakalović (interim) (20 aprile 2007-25 maggio 2007)
- Manfred Bender (1º luglio 2007-23 gennaio 2008)
- Heinz Fuchsbichler (23 gennaio 2008-30 agosto 2008)
- Urs Schönenberger (4 settembre 2008-12 gennaio 2009)
- Georg Zellhofer (12 gennaio 2009-30 giugno 2009)
- Adolf Hütter (1º luglio 2009-6 aprile 2012)

- Edmund Stöhr (6 aprile 2012-30 giugno 2012)
- Rainer Scharinger (1º luglio 2012-4 gennaio 2013)
- Damir Canadi (7 gennaio 2013-11 novembre 2016)
- Werner Grabherr (11 novembre 2016-23 dicembre 2016)
- Martin Scherb (23 dicembre 2016-9 giugno 2017)
- Klaus Schmidt (9 giugno 2017-30 giugno 2018)
- Werner Grabherr (1º luglio 2018-3 marzo 2019)
- Wolfgang Luisser (3 marzo 2019-18 marzo 2019)
- Alex Pastoor (18 marzo 2019-23 February 2021)
- Damir Canadi (24 February 2021– 17 dicembre 2021)
- Ludovic Magnin (30 dicembre 2021– 23 May 2022)
- Miroslav Klose (17 giugno 2022– 20 marzo 2023)
- Klaus Schmidt (21 marzo 2023– 30 giugno 2023)
- Joachim Standfest (1º luglio 2023-)